# Appartamenti monumentali
Gli Appartamenti Imperiali e Reali (precedentemente Appartamenti monumentali) sono un complesso museale in Palazzo Pitti a Firenze. È costituito dalle 14 sale degli Appartamenti Reali e dalle 6 sale dell'Appartamento degli Arazzi, che si estendono al primo piano del palazzo rispettivamente nella parte centrale e laterale meridionale del corpo di fabbrica principale e nell'ala laterale meridionale posteriore del complesso architettonico.
Nel 2013 il circuito museale di Galleria Palatina, Galleria d'arte moderna e Appartamenti monumentali è stato il tredicesimo sito statale italiano più visitato, con 386.993 visitatori e un introito lordo totale di 1.983.028,75 Euro. Nel 2016 il circuito museale ha fatto registrare 400.626 visitatori..

## La storia del museo
L'insieme di queste 14 stanze è stato usato dalla famiglia Medici e dai loro successori durante i secoli nei quali qui risiedeva il Granduca della Toscana. In particolare, queste sale al primo piano nell'ala destra erano destinate al principe ereditario, mentre nell'ala sinistra (dove è ospitata la Galleria Palatina) viveva il Granduca in carica. La consorte del principe viveva invece nella corrispondente ala laterale confinante con gli appartamenti del Principe.
La decorazione gli arredi sono molto cambiati dall'epoca dei Medici, spesso con abbellimenti e scelte stilistiche propri delle famiglie che vi risiedettero in seguito come gli Asburgo-Lorena ed i Savoia (dopo l'unità d'Italia, durante il periodo di Firenze Capitale).
L'aspetto predominante è infatti oggi quello risalente a Umberto I e Margherita di Savoia, grazie a un restauro conclusosi nel 1993, i quali vi abitarono dal 1865. Nel 1912 una parte del palazzo, quella che già era aperta come museo dal tempo dei Lorena, passò allo Stato, e i Savoia tennero solo la serie di stanze dove oggi è ospitata la Galleria d'arte moderna per le loro occasionali visite in città fino agli anni venti.
Contrariamente ai sontuosi saloni di rappresentanza della Galleria Palatina, queste stanze sono più piccole ed hanno un'atmosfera per certi versi più raccolta e familiare, pur mantenendo una forte sontuosità.
Fra gli arredi d'epoca i letti a baldacchino e gli altri arredi da camera, che non compaiono in nessun'altra sala del palazzo. Il corredo di oggetti, arazzi e mobilio fu in parte portato dai Savoia riunendo qui gli oggetti provenienti dalle varie regge italiane che avevano "ereditato" dalle altre case regnanti d'Italia, soprattutto da Lucca e da Parma. Per quanto riguarda i dipinti, è interessante la serie di ritratti medicei opera per lo più del pittore Giusto Suttermans.
Oggi si visita il museo come proseguimento della Galleria Palatina con lo stesso biglietto.

## Le sale
- Appartamenti Reali

1. Sala Bianca
2. Sala delle Nicchie
3. Sala Verde
4. Sala del Trono
5. Sala Celeste
6. Cappella
7. Sala dei Pappagalli
8. Salotto della Regina
9. Camera della Regina
10. Gabinetto Ovale
11. Gabinetto Rotondo
12. Camera del Re
13. Studio del Re
14. Sala Rossa

- Appartamento degli Arazzi

1. Sala della Fede
2. Sala della Carità
3. Sala della Giustizia
4. Loggetta dell'Allori
5. Sala della Prudenza
6. Sala della Temperanza

### Appartamenti Reali

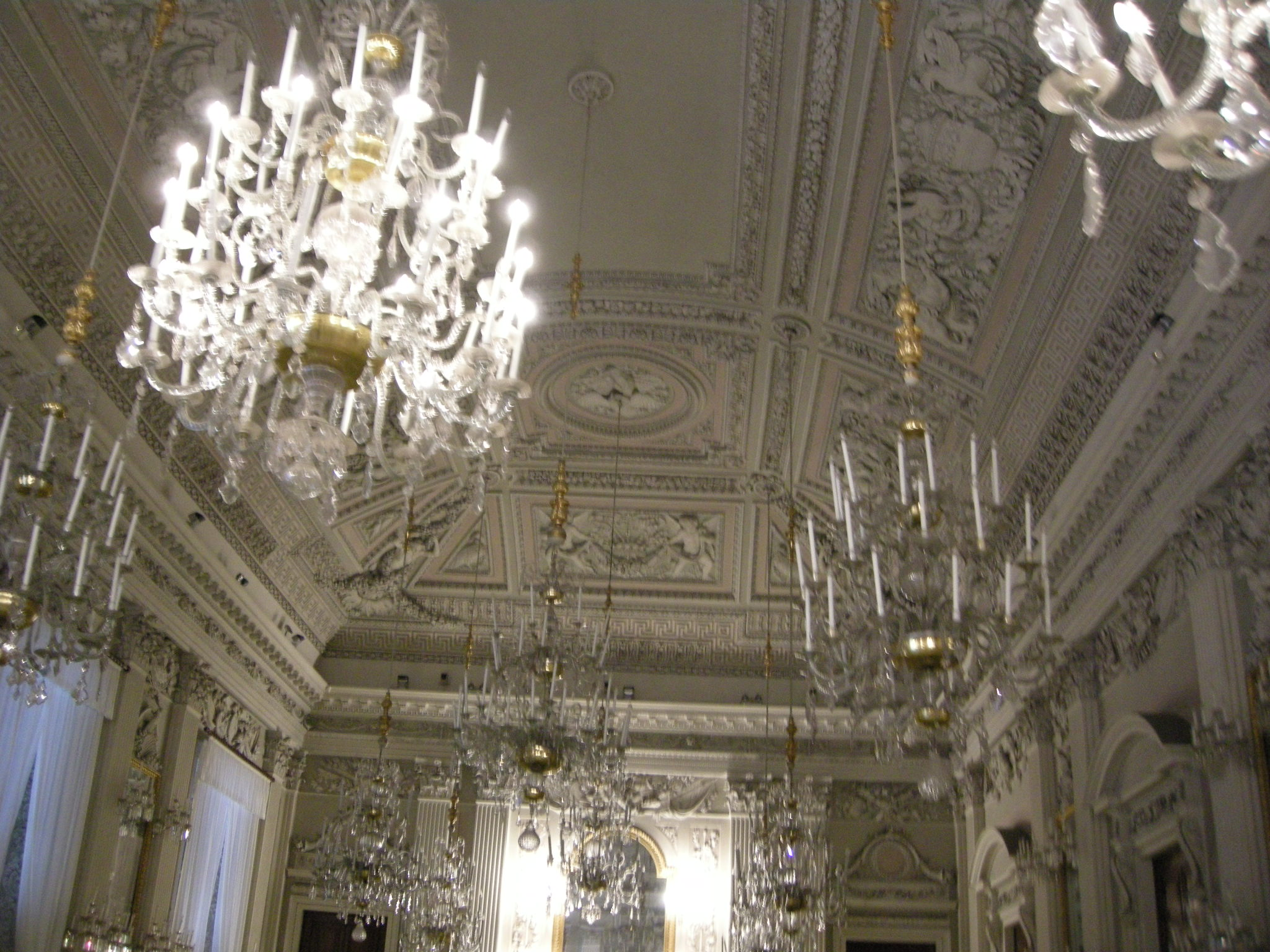
Particolare del soffitto della Sala Bianca

#### Sala Bianca
Il primo ambiente monumentale è la grande Sala Bianca, dal colore dominante della decorazione a stucchi realizzata dai fratelli Albertolli, e che oggi è aperta solo in occasioni speciali per esibizioni temporanee o iniziative culturali. Fu in questa Sala che il 22 luglio 1952 si vide la nascita dell'Alta Moda italiana. Accanto a nove case di moda (Roberto Capucci, Vincenzo Ferdinandi, Germana Marucelli, Giovannelli-Sciarra, Antonelli, Vanna, Carosa, Polinober e Jole Veneziani, sfilarono anche sedici ditte di moda boutique e per il tempo libero tra cui Emilio Pucci, Mirsa, Luisa Spagnoli, Brioni e Clarette Gallotti della Tessitrice dell’Isola. Una giovanissima Oriana Fallaci inviata dal settimanale Epoca ne raccontò l'emozionante cronaca.
Sempre qui fu esposta la Dama con l'ermellino di Leonardo alla fine del 1998, quando fu prestata dal Museo Czartorisky di Cracovia per un gran tour che toccò le più importanti città italiane.

#### Sala delle Nicchie
La Sala delle Nicchie è la sala di passaggio dalla Galleria Palatina agli Appartamenti Reali propriamente detti. Si presenta in stile neoclassico, con decorazioni di Giuseppe Maria Terreni e Giuseppe Castagnoli. Mentre originariamente la sala era utilizzata per ricevere gli ospiti, col passare dei secoli furono più volte cambiate le funzioni per le quali era adibita, fino a diventare la sala da pranzo dei Lorena e dei Savoia.

#### Quartiere delle Stoffe
Il Quartiere delle Stoffe, costituito da tre sale, è così chiamato per i rivestimenti ottocenteschi delle pareti laterali, che si caratterizzano per i raffinatissimi tessuti di seta. I diversi colori dei tessuti utilizzati conferiscono la denominazione alle rispettive sale che costituiscono il quartiere.

##### Sala Verde
La Sala Verde, nota anche come Sala della Guardia (perché qui alloggiava la guardia dell'appartamento del gran principe Ferdinando nella seconda metà del Seicento), è situata tra la Sala delle Nicchie e la Sala del Trono. Si caratterizza per le pareti laterali tappezzate da sontuose stoffe pregiate di lampasso di seta verde, coordinate ai tendaggi, e per il mobilio lorenese e sabaudo che la arreda. Al tempo degli Asburgo-Lorena fu pure sala della guardia, che introduceva però all'appartamento della granduchessa, il "quartiere delle Stoffe" appunto.
Sulle pareti sono collocati una serie di dipinti, tra i quali spiccano il Ritratto di Fra' Marcantonio Martelli, realizzato dal Caravaggio alla fine del primo decennio del Seicento; l'Allegoria della pace tra Fiorentini e Fiesolani al centro della volta venne realizzata da Luca Giordano su commissione di Cosimo III de' Medici a partire dal 1682; le altre decorazioni del soffitto furono realizzate da Giuseppe Castagnoli nella prima metà dell'Ottocento.
Al 1856 risalgono il grande tappeto della Manifattura Reale di Tournai, i palchetti per le tende e i due lampadari, tutti arredi mantenuti durante l'epoca sabauda in poi.

##### Sala del Trono
La Sala del Trono, nota anche come Sala dell'Udienza o Sala Rossa, si trova tra la Sala Verde e la Sala Celeste, attigua allo Scalone dell'Ammannati, e costituisce la parte centrale dell'Appartamento delle Stoffe. Qui il Gran principe Ferdinando teneva l'udienza, mentre in epoca lorenese fu sala dei Ciambellani, cioè degli alti dignitari al servizio del granduca.
Le pareti laterali si caratterizzano per sontuose stoffe pregiate di lampasso di seta cremisi che le rivestono, sostituite nel 1856 in occasione del matrimonio dell'arciduca ereditario Ferdinando IV di Asburgo-Lorena; nello stesso periodo vennero collocati il grande tappeto della manifattura Reale di Tournai, i palchetti per le tende e il lampadario. La funzione di sala del trono fu destinata dai Savoia, a partire dal 1865.
Il mobilio che arreda la sala è di epoca lorenese e sabauda. La sala si caratterizza per la presenza dell'imponente trono con baldacchino rifinito in oro risalente al regno dei Savoia. Tra i complementi d'arredamento presenti nella sala spiccano alcuni vasi ottocenteschi di manifattura giapponese. Il soffitto con affreschi a monocromo di Giuseppe Castagnoli.

##### Salotto Celeste
Il Salotto Celeste, situata tra la Sala del Trono e la Cappella, costituisce l'ultima sala dell'Appartamento delle Stoffe. In epoca medicea era detto "sala dei Cimbali" perché qui Ferdinando teneva i suoi strumenti musicali, mentre nel XVIII secolo i Lorena allestirono qui la sala da pranzo: a questo periodo risale la decorazione del soffitto a stucchi bianchi e oro.
La sala si caratterizza per le pareti laterali tappezzate da sontuose stoffe pregiate di seta celeste; il mobilio che la arreda risale alle epoche lorenese e sabauda. Molto caratteristico è anche il Camino delle Aquile risalente alla seconda metà del Settecento, opera di Francis Harwood.
Anche qui il tappeto di Tournai e i palchetti delle tende risalgono al rinnovo del 1856 circa.
Nel 1911 era stato ricomposto un arredo da salotto, che dopo il 1920 fu trasferito alla Camera dei deputati a Roma. Furono quindi qui sistemati una serie di dipinti realizzati da Giusto Sustermans nella prima metà del Seicento che raffigurano i personaggi della famiglia granducale dei Medici a figura intera.
Il lampadario ligneo dorato collocato al centro della sala proviene dalla villa medicea della Topaia e risale al 1697, opera del magistrale intagliatore Vittorio Crosten su commissione di Cosimo III de' Medici.

#### Cappella
La Cappella venne realizzata nel 1765 dai Lorena nella sala in cui si trovava l'alcova del Gran Principe Ferdinando de' Medici, della quale ha continuato a conservare una ricca decorazione tardo-barocca a stucchi e intagli dorati disegnati da Giovan Battista Foggini.
La Madonna, già sull'altare e ora sulla parete sinistra, è opera di Carlo Dolci e conserva la preziosa cornice dorata e intagliata originale, mentre il Crocifisso in avorio, che oggi si trova sulla mensa, è opera di Giovan Battista Dolci della seconda metà del Settecento.
Il parato murario e i tendaggi in damasco di seta rosso cremisi, il tappeto e il lampadario risalgono al 1856 circa.

#### Sala dei Pappagalli
La Sala dei Pappagalli si trova tra la Cappella e il Salotto della Regina, oltre ad essere attigua alla Camera del Re: di fatto si trova compresa tra l'Appartamento della Regina e l'Appartamento del Re.
Già anticamera della stanza da letto di Ferdinando, la sala si caratterizza per la curiosa decorazione delle stoffe di seta che rivestono le pareti, che le conferisce appunto la suddetta denominazione, dal nome tradizionale degli uccelli che compaiono nella decorazione. Si tratta di un parato della Manifattura di Lione che Ferdinando III aveva acquistato a Vienna nel 1814.
La volta è decorata a stucchi, opera di Giuseppe Spedolo e aiuti su disegno di Antonio Marini (1833 circa). Tappeto e lampadario sono del 1856 circa.
Il mobilio che arreda la sala è prevalentemente di epoca sabauda; tra i complementi d'arredamento spicca un orologio parigino risalente agli inizi dell'Ottocento.

#### Appartamento della Regina
Dopo si arriva agli appartamenti di Margherita di Savoia, ricchi di sfarzose tappezzerie, tappeti ed arredi di fattura soprattutto risalente al periodo lorenese (XVIII secolo). Fra il mobilio più pregiato spicca lo stipo in ebano e pietre dure appartenuto a Vittoria della Rovere. Al gusto dei Lorena risalgono molti dei soffitti decorati a stucchi in stile neoclassico.

##### Salotto della Regina
Il Salotto della Regina, noto anche come Sala Gialla per il colore delle stoffe francesi di seta di inizio Ottocento che rivestono le pareti, è fin dall'epoca lorenese la prima sala dell'Appartamento della Regina alla quale si accede attraverso la confinante Sala dei Pappagalli. Nel Seicento fu la camera da letto privata del Gran Principe Ferdinando.
Gli stucchi del soffitto furono realizzati da Emilio Santarelli nel 1833, in onore dell'arrivo della nuova granduchessa Maria Antonietta di Borbone, seconda moglie di Leopoldo II.
L'attuale aspetto della sala risale all'epoca sabauda, quando venne rinnovato secondo i gusti di Margherita di Savoia. Degli originari arredi medicei resta l'imponente stipo di ebano che culmina con statuette sommitali in avorio realizzate agli inizi del Settecento da Giovan Battista Foggini. Di epoca ottocentesca sono invece i dipinti collocati alle pareti e il tappeto della manifattura di Tournai che riveste il pavimento della sala (1815). Lampadario e palchetti delle tende sono di manifattura italiana della prima metà del XIX secolo.

##### Camera della Regina
La Camera della Regina si trova oltre il Salotto della Regina, attraverso il quale vi si può accedere. Il suo aspetto attuale e la suddetta destinazione d'uso risalgono al periodo ottocentesco, quando venne decisa la trasformazione dell'originaria Sala del Trucco (una sorta di biliardo) che in epoca granducale medicea veniva utilizzata come sala da gioco:
la sala andò ad ospitare pertanto la camera da letto delle regine sabaude.
Gran parte del mobilio e dei complementi d'arredamento presenti risalgono al periodo ottocentesco: tra essi anche il letto ligneo a baldacchino con rifiniture dorate. Tra gli arredi risalenti ad epoche antecedenti restano un inginocchiatoio e un'acquasantiera della seconda metà del Seicento attribuiti al disegno di Giovan Battista Foggini, oltre ad alcuni vasi di manifattura cinese del Settecento. Le pareti laterali sono rivestite da un broccato di seta azzurra e gialla collocato nel 1844, mentre il soffitto si caratterizza per decorazioni con stucchi bianchi e oro di Aristodemo Costoli, su disegno di Antonio Marini. Il tappeto, di manifattura francese, data all'inizio dell'Ottocento, ed era inizialmente destinato al palazzo Ducale di Lucca, prima di essere rimpicciolito e trasportato a Firenze.

##### Gabinetto Ovale
Il Gabinetto Ovale, noto anche come Toilette della Regina, è situato in posizione attigua alla Camera della Regina alla quale è direttamente collegato. La sala, progettata da Ignazio Pellegrini per la moglie di Pietro Leopoldo Maria Luisa di Spagna, si caratterizza per la particolare planimetria ovale, secondo un gusto tipicamente settecentesco.
Alle pareti pannelli in seta a tinte chiare ricamata di fattura fiorentina (1780-83), in stile cineserie rococò (unico parato dell'epoca di Pietro Leopoldo nella sua collocazione originaria). Gli stucchi che decorano il soffitto furono realizzati da Francesco Visetti, mentre il camino in broccatello di Spagna è opera del Pellegrini.
Nell'epoca napoleonica la sala fu utilizzata come sala d'attesa per le dame, nell'Ottocento vi furono collocato il tappeto e il lampadaripo boemo, entrambi della prima metà del XVIII secolo.

##### Gabinetto Rotondo
Il Gabinetto Rotondo, situato all'estremità dell'Appartamento della Regina, è raggiungibile attraverso l'attiguo Gabinetto Ovale. Realizzato nella seconda metà del Settecento su progetto di Ignazio Pellegrini, si caratterizza per la singolare planimetria circolare della sala. Le decorazioni in stucco dorato che ornano sia la parete laterale che il soffitto furono realizzate da Domenico Ruschi, mentre Le Tre Grazie raffigurate nell'affresco che decora la parte centrale del soffitto è una pregevole opera dell'incisore fiorentino Giuliano Traballesi. Il mobilio presente nella sala risale al periodo lorenese e a quello sabaudo.

#### Appartamento del Re
L'Appartamento del Re si articola in tre sale tra la Sala dei Pappagalli e l'anticamera attigua alla Sala di Bona. Vi si accede dalla porta settentrionale della Sala dei Pappagalli. Nel periodo mediceo queste sale facevano da collegamento tra l'appartamento del gran principe Ferdinando e quello di sua moglie Violante di Baviera. Nel Settecento, sotto i Lorena, venne qui ricavato l'appartamento privato del Granduca, funzione poi mantenuta per il re in epoca sabauda.

##### Camera del Re
La Camera del Re è la prima sala dell'appartamento, situata tra la Sala dei Pappagalli e lo Studio del Re. La sala si caratterizza per il soffitto decorato in stucchi bianchi e oro di epoca lorenese e per le pareti laterali rivestite da stoffe di seta gialla francese di inizio Ottocento, acquistate da Ferdinando III di Lorena  durante un suo viaggio in Francia e messo in opera nel 1820.
L'imponente letto ligneo a baldacchino con rifiniture dorate risale alla seconda metà del Settecento; ad esso venne aggiunto lo stemma sabaudo nella seconda metà del secolo successivo. La camera da letto è arredata prevalentemente da mobili in stile impero, fatta eccezione per un inginocchiatoio e un'acquasantiera, opere di Giovan Battista Foggini di inizio Settecento. Il tappeto che riveste il pavimento della sala risale al periodo ottocentesco. La stufa in porcellana è neoclassica (dopo il 1815). I palchetti delle tende, con lo stemma Savoia, denotano la loro origine sabauda.

##### Studio del Re
Lo Studio del Re è la seconda sala dell'appartamento, situata tra la Camera del Re e il Salone Rosso. La sala era utilizzata dal re d'Italia, durante la sua permanenza a Firenze, come studio privato in cui si ritirava per svolgere le proprie attività.
Gli arredi risalgono prevalentemente al periodo settecentesco; tra essi spiccano una raffinata scrivania di bottega francese e le consoles realizzate dall'intagliatore Giovan Battista Dolci. Lo stipo di ebano risale invece all'epoca ottocentesca.
Il parato murale e i tendaggi, in seta a fondo bianco, risalgono al 1770 e furono realizzati dalla Fabbria Reale e Imperiale di Drappi, anche se il loro aspetto attuale risale all'adattamento del 1899.
Gli stucchi bianchi e oro del soffitto sono di epoca lorenese, mentre il lamapdario è una rielaborazione ottocentesca con pezzi del XVIII secolo.

##### Salone Rosso
Il Salone Rosso è l'ultima sala dell'appartamento, situata tra lo Studio del Re e l'anticamera attigua alla Sala di Bona.
Soffitto a stucchie decorazione delle pareti vennero realizzati in epoca lorenese, utilizzando anche un costoso parato di manifattura fiorentina con simboli napoleonici della stelle e delle api, creato per Elisa Baciocchi.
La sala venne quasi interamente arredata nella seconda metà dell'Ottocento dai Savoia; dei periodi antecedenti restano alcune sedie e poltroncine risalenti alla metà del Settecento e un orologio risalente agli inizi dell'Ottocento. Il tappeto, simile a quello della camera del Re, è del 1850 circa e fu collocato nel 1870, assieme al lampadario e ai palchetti per le tende con lo stemma sabaudo.

##### Anticamera del Re
All'epoca di Ferdinando de' Medici qui era presente l'anticamera "degli Aiutanti", e divenne "del re" all'epoca dei Savoia. Presenta un soffitto settecentesco a stucchi bianchi e oro, una tappezzeria in lampasso di seta gialla del 1771 messa in opera nel 1900, e un tappeto ottocentesco.

### Sala di Bona
La Sala di Bona, che costituisce la sala di passaggio dagli Appartamenti Reali all'Appartamento degli Arazzi, è l'unico ambiente seicentesco rimasto praticamente intatto e possiede dei pregevoli affreschi realizzati tra il 1607 e 1608 da Bernardino Poccetti e aiuti, raffiguranti La guerra contro i Turchi: tra essi vi è anche la Conquista della città di Bona che conferisce la suddetta denominazione alla sala.

### Appartamento degli Arazzi
L'Appartamento degli Arazzi, noto anche come Quartiere dei Cardinali e dei Principi Forestieri, è costituito da 5 sale e da una loggetta che in epoca medicea erano utilizzate per ricevere ed ospitare personalità di spicco dell'epoca durante le loro visite ufficiali a Firenze.
Le sale che costituiscono l'Appartamento degli Arazzi vennero decorate tra la fine del Cinquecento e gli inizi del Seicento. Gli arazzi che rivestono le pareti sono di scuola fiorentina o provengono da Francia e Belgio e risalgono al Seicento e al Settecento, mentre gran parte dei mobili e degli altri complementi d'arredo risalgono invece al periodo ottocentesco, tra i quali gli arazzi di Antonio Bronconi.

#### Sala della Fede
La Sala della Fede è attigua alla Sala Bianca degli Appartamenti Reali da cui vi si può accedere. Si caratterizza per il soffitto affrescato da Cristofano Allori con l'allegoria della Speranza. Le pareti laterali sono rivestite da tre arazzi di epoca settecentesca.

#### Sala della Carità
La Sala della Carità è attigua alla Sala della Fede e si trova all'estremità nord-orientale del primo piano dell'ala laterale meridionale di Palazzo Pitti. Le decorazioni a fresco del soffitto con l'allegoria della Carità furono realizzate da Ludovico Cigoli, mentre una serie di arazzi settecenteschi di diversa provenienza rivestono le pareti laterali.

#### Sala della Giustizia
La Sala della Giustizia si trova a fianco della Sala della Fede ed ospitava la camera in cui pernottavano gli ospiti illustri in visita ufficiale. La denominazione alla suddetta sala è conferita dalla figura allegorica della Giustizia che caratterizza l'affresco del soffitto. Nel 1854 vi soggiornò Pio IX in visita a Firenze e da allora la suddetta sala è denominata anche Camera del Papa. Nella stanza spicca il letto a baldacchino ligneo con intagli dorati risalente al periodo ottocentesco. Le pareti sono decorate con arazzi francesi e belgi del Seicento; sulla parete a fianco del letto è collocato un Crocifisso settecentesco.

#### Loggetta dell'Allori
La Loggetta dell'Allori è un varco di passaggio tra la Sala della Giustizia e la Sala della Prudenza. La sala era originariamente aperta verso il cortile retrostante che introduce al Giardino di Boboli, fino alla sua definitiva chiusura nel corso dell'Ottocento. Le decorazioni a fresco furono realizzate da Alessandro Allori nella seconda metà del Cinquecento.

#### Sala della Prudenza
La Sala della Prudenza si trova tra la Loggetta degli Allori e la Sala della Temporanza. La denominazione della suddetta sala è conferita dall'affresco del soffitto realizzato da Domenico Passignano che raffigura l'allegoria della Prudenza. Tuttavia, questo ambiente è conosciuto anche come la Sala dei Fanciulli Giardinieri per i temi raffigurati nei tre monumentali arazzi del Settecento collocati alle pareti. Anche questa sala era adibita a camera da letto per ospitare personalità illustri; il letto ligneo con intagli dorati attualmente collocato risale al periodo ottocentesco.

#### Sala della Temperanza
La Sala della Temperanza si trova tra la Sala della Prudenza e la Sala di Bona. Anche in questo caso la denominazione alla sala è conferita dalla figura allegorica affrescata per decorare il soffitto: in questo caso si tratta della Temperanza, realizzata dal pittore Domenico Passignano. Questo ambiente era adibito a studio; la scrivania in radica risale ai primi anni dell'Ottocento. Le pareti sono rivestite da arazzi seicenteschi.